# 1973-as Formula–1 brazil nagydíj
Az 1973-as Formula–1 világbajnokság második futama a brazil nagydíj volt.

## Futam
| Helyezés | #  | Versenyző            | Csapat/Motor      | Futott körök | Idő/Kiesés oka     | Rajthely | Pontszám |
| -------- | -- | -------------------- | ----------------- | ------------ | ------------------ | -------- | -------- |
| 1        | 1  | Emerson Fittipaldi   | Lotus-Ford        | 40           | 1:43:56,4          | 2        | 9        |
| 2        | 3  | Jackie Stewart       | Tyrrell-Ford      | 40           | 13,5               | 8        | 6        |
| 3        | 7  | Denny Hulme          | McLaren-Ford      | 40           | + 1:46,4           | 5        | 4        |
| 4        | 10 | Arturo Merzario      | Ferrari           | 39           | + 1 kör            | 17       | 3        |
| 5        | 9  | Jacky Ickx           | Ferrari           | 39           | + 1 kör            | 3        | 2        |
| 6        | 14 | Clay Regazzoni       | BRM               | 39           | + 1 kör            | 4        | 1        |
| 7        | 19 | Howden Ganley        | Iso Marlboro-Ford | 39           | + 1 kör            | 14       |          |
| 8        | 16 | Niki Lauda           | BRM               | 38           | + 2 kör            | 13       |          |
| 9        | 20 | Nanni Galli          | Iso Marlboro-Ford | 38           | + 2 kör            | 18       |          |
| 10       | 4  | François Cevert      | Tyrrell-Ford      | 38           | + 2 kör            | 9        |          |
| 11       | 17 | Carlos Reutemann     | Brabham-Ford      | 38           | + 2 kör            | 7        |          |
| 12       | 23 | Luiz Bueno           | Surtees-Ford      | 36           | + 4 kör            | 20       |          |
| Kiesett  | 15 | Jean-Pierre Beltoise | BRM               | 23           | Elektronika        | 10       |          |
| Kiesett  | 12 | Mike Beuttler        | March-Ford        | 18           | Motor túlmelegedés | 19       |          |
| Kiesett  | 6  | Carlos Pace          | Surtees-Ford      | 9            | Felfüggesztés      | 6        |          |
| Kiesett  | 5  | Mike Hailwood        | Surtees-Ford      | 6            | Váltó              | 14       |          |
| Kiesett  | 11 | Jean-Pierre Jarier   | March-Ford        | 6            | Váltó              | 15       |          |
| Kiesett  | 2  | Ronnie Peterson      | Lotus-Ford        | 5            | Kerék              | 1        |          |
| Kiesett  | 18 | Wilson Fittipaldi    | Brabham-Ford      | 5            | Motor túlmelegedés | 11       |          |
| Kiesett  | 8  | Peter Revson         | McLaren-Ford      | 3            | Váltó              | 12       |          |

## Statisztikák
Vezető helyen:
- Emerson Fittipaldi: 40 (1-40)

Emerson Fittipaldi 8. győzelme, 2. leggyorsabb köre, Ronnie Peterson 1. pole-pozíciója.
- Lotus 43. győzelme.